# Grbovi dalmatinskog komunalnog plemstva – T
Za grbove dalmatinskog komunalnog plemstva ne vrijede zakoni heraldike zbog posebnih uvjeta nastanka i vlasnika istih. Grbovi dalmatinskog komunalnog plemstva pripadaju krugu talijanskog komunalnog plemstva gdje je tradicija opisivanja s gledišta promatrača. 
Grbovi s početnim slovom  T

## Grbovi
| Grb | Kuća i opis grba |
| --- | --- |
|     | Tartalja, Tartaglia, Jakovlić, Jakovčević (Split) Titula: Splitsko plemstvo, austrijska potvrda plemstva - (HR) I. Na plavom polju zlatni lav, iznad lava između dva srebrena krila nalazi se šestokraka zlatna zvijezda, iznad krila i zvijezde srebrena kaciga. [1/15, 3/5] - (HR) II. Na crvenom polju srebreni lav iznad njega dva crna krila povezana srebrenim prstenom, iznad krila i prstena osmokraka zlatna zvijezda. [1/50, 2/23] - (HR) III. Na crvenom polju srebreni lav iznad njega dva crna krila, iznad krila osmokraka zlatna zvijezda. [1/50, 2/23] - (HR) IV. Kameni reljef, nadgrobna ploča Petra Tartalje iz 1597, crkva Sv. Frane, sada u Muzeju grada Splita. |
|     | Tavelić (Šibenik,Trogir) Titula: (HR) Vodoravna podjela. Gore na plavom polju zlatni orao, dolje na zlatnom polju tri lijevo kose grede, duž greda u dva reda srebreno crveni paralelogrami. [1/50] |
|     | Tetta (Kotor) Titula: - (HR) I. Na plavom polju desno kosa crvena greda uokvirena zlatnim trakama, preko svega srebreno srce. [1/51] - (HR) II. Polje podijeljeno lijevo kosom crvenom gredom, iznad grede na plavom polju crveno srce, ispod grede na zlatnom polju crveni cvijet (ruža). [1/51] |
|     | Tironi (Brač, Omiš) Titula: (HR) Na plavom polju zlatni orao u profilu, orao stoji na zlatnom trobrijegu. Lijevo od orla zlatna zvijezda repatica usmjerena prema gore. [1/51] |
|     | Tiščić (Split) Titula: - (HR) I. Kameni reljef, nadgrobna ploča Nikole Tiščića iz 1672., crkva Gospe od Pojasa, Split - (HR) II. Kameni reljef, apsida, crkva Gospe od Pojasa, Split |